# Молодіжна сільська рада
Молоді́жна сільська рада (рос. Молодёжный сельский совет) — сільське поселення у складі Тоцького району Оренбурзької області Росії.
Адміністративний центр та єдиний населений пункт — селище Молодіжний.

## Населення
Населення — 531 особа (2019; 576 в 2010, 817 у 2002).